# Караченцов Микола Петрович
Кара́ченцов Мико́ла Петро́вич (рос. Караченцов Николай Петрович); *27 жовтня 1944, Москва, РРФСР, СРСР — †26 жовтня 2018, сел. Істра, Красногорський район, Московська область, Росія) — радянський і російський актор. Народний артист РРФСР (1989). Лауреат Державної премії Росії (2003). Академік Російської академії кінематографічних мистецтв «Ніка». Працював у театрі «Ленком».

## Біографія
Народився 27 жовтня 1944 року в Москві. Батько Петро Якович Караченцов (1907—1998) багато років пропрацював у журналі «Огонёк» художником-графіком, заслужений художник РРФСР (1967) Мати Яніна Євгенівна Брунак (1913—1991), балетмейстер-постановник, ставила спектаклі в найбільших музичних театрах, брала участь у постановці вистав у Большому театрі, Казанському музичному театрі, Музичному театрі Улан-Батора в Монголії, вела балетне училище і організувала Перший національний ансамбль В'єтнаму, працювала у Сирії, у Лондоні.
У 1963 році вступив до школи-студії МХАТ, яку закінчив у 1968 році. Зазвичай випускників розподіляли до МХАТу. Але з Театру імені Ленінського комсомолу пішов головний режисер Анатолій Ефрос, тому там склалася патова ситуація — недобір акторів. І Караченцова у числі 10 кращих студентів МХАТу відправили до «Ленкому». Одними із перших робіт Миколи в новому театрі були вистави «104 сторінки про любов», «Мій бідний Марат», «Знімається кіно», «Страх і відчай у третій імперії», «Прощай, зброя!». У 1973 році до театру прийшов Марк Захаров, який після успішної проби Караченцова в першій виставі «Автоград 21» (1973) запросив його на головну роль Тіля Уленшпігеля в своєму наступному спектаклі «Тіль». Ця вистава викликала великий резонанс — завдяки ролі Тіля — блазня, хулігана і бунтаря — Караченцов став «кумиром» радянської молоді 1970-х. З репертуару «Ленкому» «Тіль» був знятий аж у 1992 році. Також однією із найвідоміших ролей Миколи Петровича є роль графа Резанова в рок-опері «Юнона та Авось» — виставі, що стала візитною карткою «Ленкома». Прем'єра відбулася 9 липня 1981 року. У 1983 вистава була записана для телебачення, і у тому-ж році відомий французький кутюр'є П'єр Карден представив «Юнону і Авось» у паризькому театрі «Еспас Карден». Після цього були тріумфальні гастролі по всьому світу: вистава була показана у США, Нідерландах, Німеччині та ін. Також великим інтересом серед глядачів користувалися вистави «Оптимістична трагедія», «Диктатура совісті», «Школа для емігрантів», «…Sorry», «Чеське фото» та ін. Серед останніх ролей Миколи Петровича у театрі — найсвітліший князь Олександр Меншиков в «Шуті Балакіреві» і Доменіко Соріано в «Місті мільйонерів».
У кіно Караченцов став зніматися із 1967 року. Першими фільмами з його участю стали «Штрихи до портрета В. І. Леніна», «…І знову травень». Але активно зніматися Микола Петрович почав після тріумфу «Тіля». Марк Захаров не задіював його в своїх екранних роботах, за винятком невеликих ролей в телевізійних стрічках «12 стільців» (1976) і «Будинок, який побудував Свіфт» (1982). Примітно, що всі свої трюки у фільмах Караченцов виконував сам. Найбільшу відомість Миколі Петровичу принесли ролі у фільмах «Собака на сіні», «Благочестива Марта», «Ярославна, королева Франції», «Пригоди Електроніка», «Трест, що луснув», «Білі Роси», «Батальйони просять вогню», «Людина з бульвару Капуцинів», «Раз, два — лихо не біда!», «Кримінальний квартет», «Світла особистість», «Дежа вю», «Пастка для самотнього чоловіка», «Божевільні», «Петербурзькі таємниці», «Королева Марго», «Досьє детектива Дубровського», «Таємниці палацових переворотів» та багато інших. Всього в послужному списку Миколи Караченцова більше ніж 100 ролей в кіно. Він також працював над дублюванням зарубіжних фільмів, озвучував російською мовою багатьох персонажів французького актора Жана-Поля Бельмондо. Крім того, брав участь в озвучуванні багатьох мультфільмів, багато працював на телебаченні і радіо.
З початку 1990-х років Караченцов довгі роки був головою журі фестивалю акторської пісні імені Андрія Миронова. У 1991 році обирався секретарем Спілки театральних діячів Росії. Є академіком Російської академії кінематографічних мистецтв «Ніка».
У 1994 році спільно зі своїм другом каскадером і педагогом Миколою Астаповим створив у Красноармійську «Школу искусств Николая Караченцова» (ШИК), в якій діти навчалися в різних напрямках — від танців до живопису, від фехтування до верхової їзди.
Одним із головних занять у житті Караченцова був теніс — він неодноразово брав участь у різноманітних тенісних турнірах.
Близько півночі 27 лютого 2005 року Караченцову, який знаходився на своїй дачі в Московській області, подзвонила дружина, яка повідомила, що померла її мати. Разом із родичем Андрієм Кузнєцовим Караченцов поспішив до Москви. Вже 28 лютого автомобіль, за кермом якого був Микола Петрович, потрапив у ДТП на Мічуринському проспекті. Караченцов перевищив швидкість, не встигнув загальмувати перед залізничною колією і врізався у стовп — удар прийшовся саме на водійські двері. Караченцов був доставлений до лікарні. В результаті аварії актор отримав серйозну черепно-мозкову травму і тупу травму живота, в лікарні тієї ж ночі йому була зроблена трепанація черепа і проведена операція на головному мозку. Як тільки дозволив стан потерпілого, його перевезли в Інститут Скліфосовського. 26 днів Караченцов пролежав у комі. На початку червня його перевели в Центр патології мови і нейрореабілітації. Лише через 2 роки, у травні 2007, Микола Петрович зміг піднятися на сцену під час гала-концерту «Зірки зійшли з небес…» (за назвою останньої пісні, записаної актором), на якому була презентація дисків з піснями репертуару Караченцова.
В жовтні 2013 року Караченцов зіграв невеликий епізод у фільмі «Білі Роси. Повернення», де показано, як після довгої відсутності його персонаж Василь повертається додому до дружини. Оскільки мова актора після автокатастрофи була ускладнена і він був досить слабкий фізично, ця епізодична роль була практично без слів.
5 червня 2015 року Караченцов, а також його друзі — композитори Олена Суржікова і Рустам Неврединов, які протягом багатьох років писали для нього пісні, отримали почесні нагороди від «Музею шансону» за внесок у розвиток жанру.
12 жовтня 2016 року Московський фонд миру нагородив Миколу Караченцова золотим Орденом «Служіння мистецтву».
Упродовж 10 років Микола Петрович виїжджав на лікування за кордон (до Китаю та Ізраїлю), де його стан дещо покращився.
Близько 19:30 27 лютого 2017 року Караченцов знову потрапив у ДТП — автомобіль, в якому знаходився актор зі своєю дружиною та медсестрою зіткнувся із «Газеллю». Актор був доставлений до лікарні, але розповсюджена ЗМІ підозра на струс мозку не підтвердилася і через 4 дні Микола Петрович був виписаний із лікарні.
У вересні 2017 року у актора діагностували неоперабельну ракову пухлину на лівій легені.
На початку жовтня 2018 року він був госпіталізований в 62 онкологічну лікарню селища Істра.
Микола Петрович Караченцов помер в реанімації 26 жовтня 2018 року о 8 годині 50 хвилин. Прощання з ним відбулося у театрі «Ленком». Похованний на Троєкурівському кладовищі.

## Особисте життя
- Батько — Петро Якович Караченцов (14.08.1907—23.12.1998) — радянський художник-графік, ілюстратор, плакатист, член Спілки художників СРСР, Заслужений художник РРФСР (1967).
- Мати — Яніна Євгенівна Брунак (13.11.1913—1991) — балетмейстер-постановник.
- Молодший брат — Петро Петрович Караченцов (нар. 7 квітня 1956) — художник, ілюстратор книг.
- Дружина — Людмила Андріївна Поргіна (нар. 24 листопада 1948) — актриса, Заслужена артистка Росії. Прожили в шлюбі 43 роки.
- Син — Андрій Миколайович Караченцов (нар. 24 лютого 1978) — (закінчив МДІМВ), адвокат, генеральний директор Культурного фонду Миколи Караченцова.
- Онук — Петро Андрійович Караченцов (нар. 2002).
- Онучка — Яніна Андріївна Караченцова (нар. 2005). В 2014 році внучку і невістку Ірину збив таксист «Хеппі таксі» на автомобілі «Хенде», позбавлений прав за водіння в нетверезому вигляді, травми у Яніни були незначні, діагностували забої ліктьових суглобів і гомілки.
- Онучка — Ольга Андріївна Караченцова (нар. 2015).

## Творча діяльність

### Ролі у театрі «Ленком»
- 1967 — «Дим вітчизни» К. Симонова — Шурка Басаргін
- 1967 — «Прощавай, зброє!» за Е. Хемінгуеєм (реж. А. Гінзбург, О. Чубайс) — Солдат
- 1967 — «Золотий ключик» О. Толстого; постановка С. Штейна — Кіт Базиліо
- 1967 — «Суджанські мадонни» — Колька
- 1967 — «У день весілля» В. Розова; постановка А. Ефроса — Женя
- 1967 — «Мольєр» за М. Булгаковим — Шарлатан з клавесином, брат сили
- 1972 — «Віра, Надія, Любов» А. Арбузова; постановка В. Монахова — Данила
- 1973 — «Колоністи» за А. Макаренко; постановка Ю. Мочалова — Карабанов
- 1973 — «Автоград 21»; постановка М. Захарова — хор
- 1974 — «Музика на 11-му поверсі» І. Ольшанського; постановка В. Монахова — Костя
- 1974 — «Тіль» Г. Горіна за Ш. де Костером; постановка М. Захарова — Тіль Уленшпігель
- 1974 — «Кінець Хитрова ринку»; постановка В. Монахова та В. Всеволодова — Сеня Булаєв
- 1974 — «Зірка та смерть Хоакіна Мур'єти» рок-опера А. Рибнікова за поемою Пабло Неруди; постановка М. Захарова) — Смерть і ватажок рейнджерів
- 1977 — «Гамлет» В. Шекспіра; постановка А. Тарковського — Лаерт
- 1979 — «Жорстокі ігри» А. Арбузова; постановка М. Захарова — Міша Земцов
- 1981 — «Юнона і Авось» рок-опера А. Рибнікова за поемою А. Вознесенського; постановка М. Захарова — граф Резанов
- 1983 — «Оптимістична трагедія» Вс. Вишневського — Олексій
- 1983 — «Страх і відчай у Третій імперії» Б. Брехта — Штурмовик і Молодий робітник
- 1990 — «Школа для емігрантів» — Серж
- 1992 — «… Sorry» А. Галина; постановка Г. Панфілова — Юрій Звонарьов
- 1995 — «Чеське фото» А. Галина; постановка А. Галина — Лев Зудін
- 2001 — «Шут Балакірев» Г. Горіна; постановка М. Захарова — Меншиков
- 2004 — «Місто мільйонерів»; постановка Р. Самгіна — Доменіко Соріано

### Фільмографія
- «Будиночок на околиці» (1968, фільм-спектакль)
- «…І знову травень!» (1968, т/ф, Іван Шульга (озвучив В. Буров)
- «Боян Чонос» (1970, фільм-спектакль; Коста-Лазар)
- «Нотатки Чехова» (1970, фільм-вистава)
- «Красна площа» (1970, працівник райкому )
- «Штрихи до портрету В. І. Леніна» (1970, художник-футурист)
- «Один за всіх!» (1985, к/м музичний телефільм)
- «В останню ніч року, що минає» (1973, фільм-вистава)
- «Моя доля» (1974, т/ф, Валерій, комсорг)
- «Один-єдиний» (1974, Анатолій)
- «Бенкет під час чуми» (1974, фільм-вистава, реж. М. Захаров; Голова Вальсингам)
- «Старший син» (1974, т/ф, студент Володимир Бусигін)
- «12 стільців» (1976, т/ф, реж. М. Захаров; актор театру «Колумб», що грав Подколесіна (4 серія)
- «Довга, довга справа...» (1976, Кирило Строганов)
- «Сентиментальний роман» (1976, брат Зої великої)
- «В одному мікрорайоні» (1976, телевистава; Валера Серьогін)
- «Чарівний ліхтар» (1976, телевитсава; Вдова, парижанин)
- «Собака на сіні» (1977, т/ф, маркіз Рікардо)
- «Солдати свободи» (1977, т/ф, Сашка)
- «Мить удачі» (1977, Федоров, журналіст)
- «Ярославна, королева Франції» (1978, Злат)
- «Помилки юності» (1978)
- «Поки божеволіє мрія» (1978, Юрій Отвьорткін / Іван Піраміда)
- «Королі і капуста» (1978, Кіностудія імені Олександра Довженка; Діккі Мелоні)
- «Соловей» (1979, «закордонний» майстер Бруно Бартолетті)
- «Шерлок Холмс і доктор Ватсон» (1979, т/ф, Джеферсон Хоуп)
- «Пригоди Електроніка» (1979, т/ф, Одеська кіностудія; Уррі)
- «Слідство ведуть ЗнаТоКі». Справа № 14 «Підпасок з огірком» (1979, т/ф, Кім Фалєєв)
- «На сльози Лаури» (1979, короткометражний)
- «Цей фантастичний світ». Випуск 1. «Людина, яка могла творити чудеса» (1979, т/ф, фільм-вистава)
- «Бенефіс Тетяни Дороніної» (1980, телевистава; Орфей, циган, Синдбад-морехід, Граф-Бляхар, Кай)
- «Дами запрошують кавалерів» (1980, Валентин, альфонс)
- «Благочестива Марта» (1980, т/ф, Пастрано, друг дона Феліпе)
- «Товариш Іннокентій» (1981, Гапон)
- «Шкура віслюка» (1982, розбійник Бурабо)
- «Острів скарбів» (1982, т/ф, Чорний Пес)
- «Будинок, який побудував Свіфт» (1982, т/ф, ліліпут Флім)
- «Простір для маневру» (1982, Алік Карелін)
- «Трест, що луснув» (1982, т/ф, Одеська кіностудія; Джефф Пітерс)
- «Іван і Алтинша» (1983, телевистава; Іван, кіномеханік)
- «Дитячий сад» (1983, злодій Шпиль)
- «Довга дорога до себе» (1983, Шурик, чоловік Анни)
- «Білі Роси» (1983, Васька Ходас, молодший син)
- «Вісім днів надії» (1984, Русанов, парторг)
- «Разом із Дунаєвським» (1984, муз. телефільм)
- «Перш, ніж розлучитися» (1984, Роберт Хелмен американський професор)
- «Маленька послуга» (1984, Валентин Озерніков)
- «Блакитні міста» (1985, т/ф, фільм-концерт; співак)
- «Контракт століття» (1985, Гусєв)
- «Недільний тато» (1985)
- «Батальйони просять вогню» (1985,  старший лейтенант Орлов)
- «Як стати щасливим» (1986, Гоша)
- «Очна ставка» (1986, Павло Смирнов)
- «Хто увійде в останній вагон» (1986, Анісімов, одружений коханець Інни)
- «Потрібні люди» (1986,  концертмейстер, співак)
- «Людина з бульвару Капуцинів» (1987, Біллі Кінг)
- «Середовище проживання»" (1987, т/ф, Олег Барабанщиков)
- «Моонзунд» (1987, фон Кнюпфер, каперанг)
- «Міс мільйонерка» (1988)
- «Світла постать» (1989, Одеська кіностудія; Єгор Карлович Філюрин, старший реєстратор КЛООПа)
- «Дежа Вю» (1989, Мішка Япончик)
- «Дві стріли. Детектив кам'яного століття» (1989, Людина Боя)
- «Раз, два — лихо не біда!» (1988, король Жан-Жан)
- «Кримінальний квартет» (1989, Марат Муханов, капітан / майор міліції)
- «Підземелля відьом» (1990, Жан Лемот, етнограф, перекладач)
- «Пастка для самотнього чоловіка» (1990, Даніель Корбан)
- «Геній» (1991)
- «Кішечка» (1991, Сергій Олександрович Пушка)
- «Божевільні» (1991, поручик Родіон Іванович Кирюхін)
- «Дура» (1991, Каміль Севіньє, слідчий)
- «І чорт з нами» (1991, Одеська кіностудія; артист, гість фестивалю)
- «Жінка для всіх» (1991, Кіностудія імені Олександра Довженка; Микола)
- «А ось і я…» (1992, короткометражний)
- «Удачі вам, панове!» (1992, Володимир)
- «Романс про поета» (1992, О. С. Пушкін)
- «Вбивство в Саншайн-Менор» (1992, Україна; Гарольд Спарроу)
- «Наш постріл скрізь встиг» (1993, Привалов, злодій)
- «Танго на Палацевій площі» (1993, Сергій Петрович)
- «Простодушний» (1994, капітан мушкетерів Франсуа-Марі де Рішар)
- «Петербурзькі таємниці» (1994—1998, т/с; Сергій Антонович Ковров)
- «Любов великих» (1996, телевистава)
- «Королева Марго» (1996, телесеріал; Де Муї)
- «Цирк згорів, і клоуни розбіглися» (1997, Микола Миколайович Худокормов)
- «Д. Д. Д. Досьє детектива Дубровського» (1999, телесеріал; Роман Романович Дубровський)
- «Спогади про Шерлока Холмса» (2000, Джефферсон Хоуп)
- «Гра в любов» (2000, Віталій Геннадійович)
- «Таємниці палацових переворотів». Фільм 1-й «Заповіт імператора» (2000, Петро I)
- «Ідеальна пара». Серія 8 «Ай лав ю» (2001, т/с, Георгій Іванович)
- «Соломія» (2001, т/с, Петро Григорович Бронін, батько Каті та Соломії)
- «Левова частка» (2001, капітан Резанов — «Їжачок»)
- «На розі, у Патріарших-2» (2001, т/с, Родіон Миколайович Марголін)
- «Солодкий сон мій» (2002, телевистава; Вікентій Вітольдович Ларго)
- «Юнона і Авось» (2002, фільм-вистава; граф Резанов)
- «Блазень Балакирєв» (2002, фільм-вистава; Олександр Меншиков)
- «Тартарен із Тараскона» (2003, граф Безансон)
- «Фото» (2003, Лев Зудін)
- «32 грудня» (2004, двірник)
- «Колгосп Інтертейнмент» (2004, Олександр Іванович Карпов)
- «Якщо завтра у похід» (2004, Думка, полковник, тато Інни)
- «Па» (2004, Гліб Віталійович)
- «Щастя ти моє» (2004, князь Петро Андрійович Печерський)
- «Кажан» (2005, Україна; граф Орловський
- «Тихий Дон» (2006 (1992—2006), телесеріал, поручик Щеглов)
- «Білі Роси. Повернення» (2014, Білорусь; Василь Ходас) та ін.